# Biathlon aux Jeux olympiques de 2018 – Poursuite femmes
Navigation
Sotchi 2014 Pékin 2022
L'épreuve féminine du 10 km poursuite aux Jeux olympiques d'hiver de 2018 a lieu le 12 février 2018 au Centre de biathlon et de ski de fond d'Alpensia.
La poursuite est remportée par l'allemande Laura Dahlmeier, devant la slovaque Anastasia Kuzmina et la française Anaïs Bescond.

## Résultats
Légende : C - Couché ; D - Debout
| Rang                                | Dossard | Athlète                    | Nationalité        | Départ     | Pénalités (C+C+D+D) | Temps         | Retard         |
| ----------------------------------- | ------- | -------------------------- | ------------------ | ---------- | ------------------- | ------------- | -------------- |
| Médaille d'or, Jeux olympiques      | 1       | Laura Dahlmeier            | Allemagne          |            | 1 (0+1+0+0)         | 30 min 35 s 3 |                |
| Médaille d'argent, Jeux olympiques  | 13      | Anastasia Kuzmina          | Slovaquie          | 0 min 54 s | 4 (0+1+2+1)         | 31 min 04 s 7 | + 29 s 4       |
| Médaille de bronze, Jeux olympiques | 19      | Anaïs Bescond              | France             | 1 min 15 s | 1 (0+0+1+0)         | 31 min 04 s 9 | + 29 s 6       |
| 4                                   | 2       | Marte Olsbu                | Norvège            | 0 min 24 s | 4 (1+2+0+1)         | 31 min 42 s 6 | + 1 min 07 s 3 |
| 5                                   | 7       | Hanna Öberg                | Suède              | 0 min 41 s | 3 (1+2+0+0)         | 31 min 44 s 2 | + 1 min 08 s 9 |
| 6                                   | 21      | Denise Herrmann            | Allemagne          | 1 min 20 s | 2 (1+0+0+1)         | 31 min 54 s 7 | + 1 min 19 s 4 |
| 7                                   | 3       | Veronika Vítková           | République tchèque | 0 min 26 s | 3 (0+1+0+2)         | 32 min 12 s 6 | + 1 min 37 s 3 |
| 8                                   | 26      | Lena Häcki                 | Suisse             | 1 min 34 s | 3 (1+1+1+0)         | 32 min 16 s 8 | + 1 min 41 s 5 |
| 9                                   | 24      | Tiril Eckhoff              | Norvège            | 1 min 26 s | 5 (0+2+3+0)         | 32 min 23 s 1 | + 1 min 47 s 8 |
| 10                                  | 27      | Mona Brorsson              | Suède              | 1 min 36 s | 1 (0+0+1+0)         | 32 min 29 s 8 | + 1 min 54 s 5 |
| 11                                  | 6       | Lisa Vittozzi              | Italie             | 0 min 44 s | 4 (1+2+0+1)         | 32 min 34 s6  | + 1 min 59 s 3 |
| 12                                  | 12      | Franziska Hildebrand       | Allemagne          | 0 min 54 s | 3 (2+1+0+0)         | 32 min 36 s 5 | + 2 min 01 s 2 |
| 13                                  | 5       | Vanessa Hinz               | Allemagne          | 0 min 40 s | 4 (1+1+2+0)         | 32 min 41 s 4 | + 2 min 06 s 1 |
| 14                                  | 36      | Nadezhda Skardino          | Biélorussie        | 2 min 02 s | 1 (0+0+1+0)         | 32 min 42 s 7 | + 2 min 07 s 4 |
| 15                                  | 18      | Dorothea Wierer            | Italie             | 1 min 14 s | 5 (2+2+1+0)         | 32 min 48 s 4 | + 2 min 13 s 1 |
| 16                                  | 8       | Irene Cadurisch            | Suisse             | 0 min 46 s | 4 (0+0+3+1)         | 32 min 52 s 8 | + 2 min 17 s 5 |
| 17                                  | 17      | Iryna Kryuko               | Biélorussie        | 1 min 11 s | 2 (1+0+0+1)         | 32 min 54 s 0 | + 2 min 18 s 7 |
| 18                                  | 14      | Vita Semerenko             | Ukraine            | 0 min 55 s | 4 (2+1+1+0)         | 32 min 54 s 4 | + 2 min 19 s 1 |
| 19                                  | 53      | Rosanna Crawford           | Canada             | 2 min 23 s | 2 (0+0+1+1)         | 33 min 03 s 0 | + 2 min 27 s 7 |
| 20                                  | 30      | Galina Vishnevskaya        | Kazakhstan         | 1 min 46 s | 1 (0+0+1+0)         | 33 min 05 s 9 | + 2 min 30 s 6 |
| 21                                  | 37      | Linn Persson               | Suède              | 2 min 05 s | 3 (1+0+1+1)         | 33 min 21 s 7 | + 2 min 46 s 4 |
| 22                                  | 25      | Kaisa Mäkäräinen           | Finlande           | 1 min 30 s | 6 (0+3+3+0)         | 33 min 22 s 2 | + 2 min 46 s 9 |
| 23                                  | 23      | Jessica Jislová            | République tchèque | 1 min 23 s | 3 (0+1+1+1)         | 33 min 24 s 3 | + 2 min 49 s 0 |
| 24                                  | 16      | Anaïs Chevalier            | France             | 1 min 09 s | 5 (3+0+0+2)         | 33 min 28 s 0 | + 2 min 52 s 7 |
| 25                                  | 15      | Markéta Davidová           | République tchèque | 0 min 57 s | 6 (1+2+1+2)         | 33 min 29 s 8 | + 2 min 54 s 5 |
| 26                                  | 22      | Johanna Talihärm           | Estonie            | 1 min 21 s | 4 (0+1+2+1)         | 33 min 34 s 7 | + 2 min 59 s 4 |
| 27                                  | 4       | Marie Dorin-Habert         | France             | 0 min 33 s | 7 (2+0+2+3)         | 33 min 37 s 8 | + 3 min 02 s 5 |
| 28                                  | 40      | Julia Ransom               | Canada             | 2 min 09 s | 1 (0+0+0+1)         | 33 min 38 s 3 | + 3 min 03 s 0 |
| 29                                  | 35      | Elisabeth Högberg          | Suède              | 2 min 00 s | 2 (1+0+1+0)         | 33 min 45 s 1 | + 3 min 09 s 8 |
| 30                                  | 34      | Weronika Nowakowska        | Pologne            | 1 min 57 s | 2 (0+1+1+0)         | 33 min 46 s 2 | + 3 min 10 s 9 |
| 31                                  | 20      | Tatiana Akimova            | Russie (OAR)       | 1 min 18 s | 4 (1+1+0+2)         | 33 min 50 s 8 | + 3 min 15 s 5 |
| 32                                  | 43      | Eva Puskarčíková           | République tchèque | 2 min 14 s | 3 (2+1+0+0)         | 33 min 53 s 8 | + 3 min 18 s 5 |
| 33                                  | 39      | Baiba Bendika              | Lettonie           | 2 min 08 s | 3 (1+0+2+0)         | 33 min 59 s 4 | + 3 min 24 s 1 |
| 34                                  | 10      | Justine Braisaz            | France             | 0 min 48 s | 7 (0+2+1+4)         | 34 min 08 s 0 | + 3 min 32 s 7 |
| 35                                  | 31      | Elisa Gasparin             | Suisse             | 1 min 46 s | 5 (2+2+1+0)         | 34 min 11 s 2 | + 3 min 35 s 9 |
| 36                                  | 28      | Krystyna Guzik             | Pologne            | 1 min 37 s | 4 (1+1+1+1)         | 34 min 24 s 3 | + 3 min 49 s 0 |
| 37                                  | 9       | Darya Domracheva           | Biélorussie        | 0 min 46 s | 6 (0+1+1+4)         | 34 min 26 s 8 | + 3 min 51 s 5 |
| 38                                  | 11      | Paulína Fialková           | Slovaquie          | 0 min 51 s | 8 (2+2+2+2)         | 34 min 33 s 6 | + 3 min 58 s 3 |
| 39                                  | 41      | Selina Gasparin            | Suisse             | 2 min 12 s | 5 (2+2+1+0)         | 34 min 40 s 2 | + 4 min 04 s 9 |
| 40                                  | 29      | Katharina Innerhofer       | Autriche           | 1 min 45 s | 5 (1+2+0+2)         | 34 min 41 s 2 | + 4 min 05 s 9 |
| 41                                  | 50      | Synnøve Solemdal           | Norvège            | 2 min 18 s | 4 (1+0+2+1)         | 34 min 45 s 5 | + 4 min 10 s 2 |
| 42                                  | 59      | Ingrid Landmark Tandrevold | Norvège            | 2 min 43 s | 4 (0+3+1+0)         | 34 min 56 s 8 | + 4 min 21 s 5 |
| 43                                  | 45      | Monika Hojnisz             | Pologne            | 2 min 14 s | 4 (1+1+2+0)         | 35 min 05 s 6 | + 4 min 30 s 3 |
| 44                                  | 52      | Nadzeya Pisareva           | Biélorussie        | 2 min 23 s | 3 (2+0+0+1)         | 35 min 10 s 3 | + 4 min 35 s 0 |
| 45                                  | 38      | Zhang Yan                  | Chine              | 2 min 08 s | 3 (3+0+0+0)         | 35 min 16 s 7 | + 4 min 41 s 4 |
| 46                                  | 55      | Anastasiya Merkushyna      | Ukraine            | 2 min 26 s | 5 (0+2+2+1)         | 35 min 30 s 4 | + 4 min 55 s 1 |
| 47                                  | 51      | Emily Dreissigacker        | États-Unis         | 2 min 21 s | 4 (0+1+1+2)         | 35 min 36 s 7 | + 5 min 01 s 4 |
| 48                                  | 44      | Nicole Gontier             | Italie             | 2 min 14 s | 7 (3+1+1+2)         | 35 min 37 s 6 | + 5 min 02 s 3 |
| 49                                  | 56      | Magdalena Gwizdoń          | Pologne            | 2 min 30 s | 5 (1+2+2+0)         | 36 min 07 s 0 | + 5 min 31 s 7 |
| 50                                  | 32      | Anna Frolina               | Corée du Sud       | 1 min 51 s | 8 (1+2+2+3)         | 36 min 14 s 2 | + 5 min 38 s 9 |
| 51                                  | 47      | Anja Erzen                 | Slovénie           | 2 min 15 s | 7 (0+2+2+3)         | 36 min 22 s 6 | + 5 min 47 s 3 |
| 52                                  | 33      | Uliana Kaisheva            | Russie (OAR)       | 1 min 52 s | 5 (0+2+2+1)         | 36 min 33 s 6 | + 5 min 58 s 3 |
| 53                                  | 54      | Emma Lunder                | Canada             | 2 min 24 s | 4 (0+1+1+2)         | 36 min 52 s 1 | + 6 min 16 s 8 |
| 54                                  | 49      | Sari Furuya                | Japon              | 2 min 15 s | 5 (2+1+1+1)         | 37 min 02 s 1 | + 6 min 26 s 8 |
| 55                                  | 60      | Emilia Yordanova           | Bulgarie           | 2 min 44 s | 6 (2+1+3+0)         | 37 min 04 s 3 | + 6 min 29 s 0 |
| 56                                  | 42      | Fuyuko Tachizaki           | Japon              | 2 min 14 s | 7 (2+0+2+3)         | 37 min 07 s 9 | + 6 min 32 s 6 |
| 57                                  | 58      | Darya Klimina              | Kazakhstan         | 2 min 42 s | 8 (1+1+3+3)         | 38 min 00 s 0 | + 7 min 24 s 7 |
| 58                                  | 48      | Dunja Zdouc                | Autriche           | 2 min 15 s | 8 (1+3+1+3)         | 38 min 39 s 1 | + 8 min 03 s 8 |
| —                                   | 46      | Valj Semerenko             | Ukraine            | 2 min 15 s |                     | DNS           |                |
| —                                   | 57      | Megan Heinicke             | Canada             | 2 min 37 s |                     | DNS           |                |